# Costinești
Costinești is een gemeenschap en badplaats in Roemenië, ongeveer 262 kilometer gelegen van de Roemeense hoofdstad Boekarest. Costinești behoort tot het district Constanța, gelegen aan de kust van de Zwarte Zee, ongeveer 30 kilometer van de hoofdstad Constanța. De plaats Schitu behoort mee tot het gemeenschap Constinești.

## Toerisme
In de jaren zestig is het dorp van een klein vissersdorp geëvolueerd tot een toeristische trekpleister, vooral populair bij jongeren en studenten. De radiozender Vacanta zendt in de zomers van hieruit.
De badplaats heeft ook een meer, waar vele logies gesitueerd zijn. 
Er zijn vele kleine huizen, villa's, hotels, campings, zomertheaters, sportactiviteiten, enz. Het strand heeft een lengte van 5 kilometer en een breedte van 100 tot 200 meter.

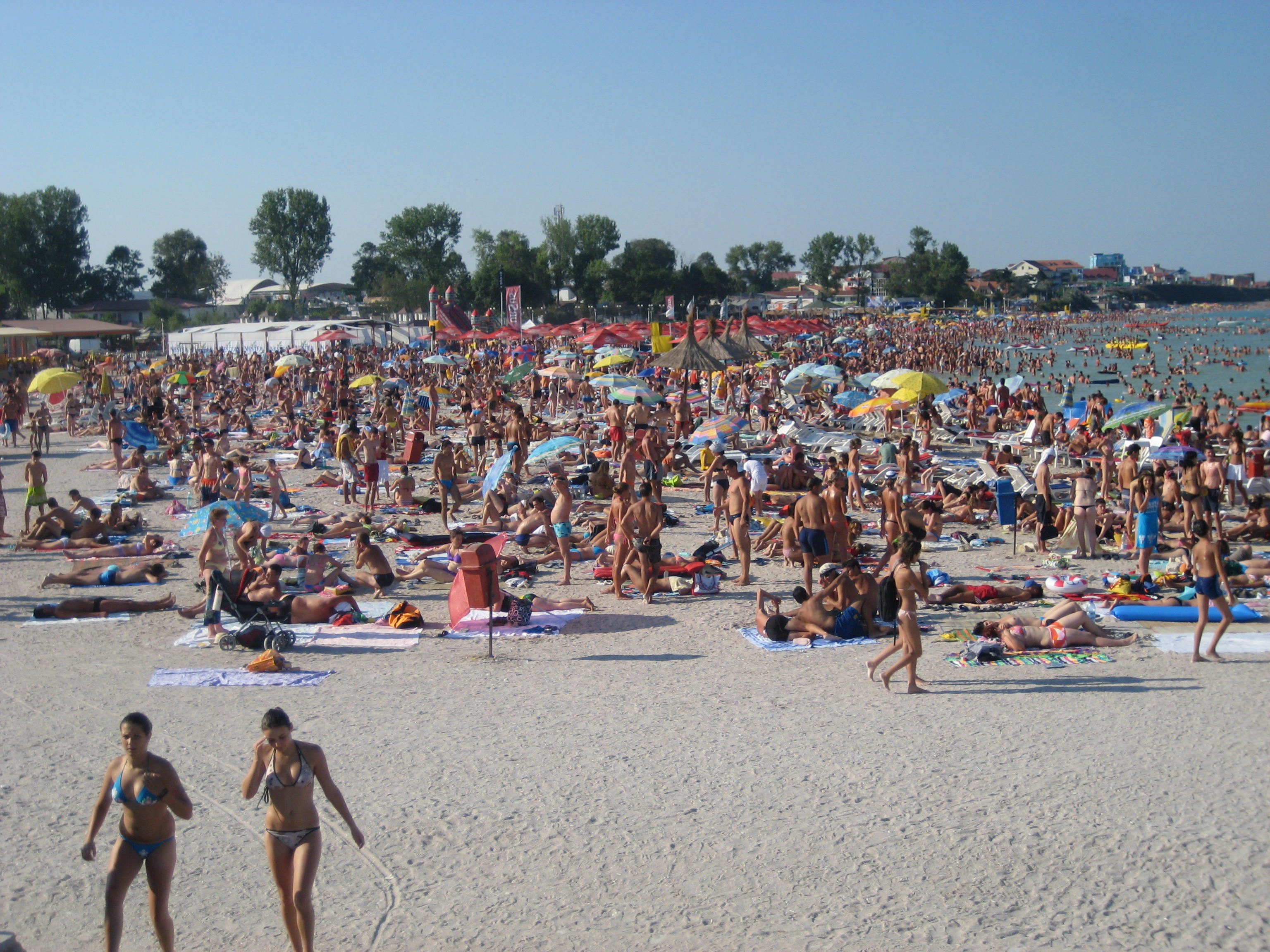
Strand

Costinești staat ook bekend om zijn kuuroorden, de modder wordt met succes gebruikt voor reumabehandelingen. De natuurlijke factoren voor de behandeling zijn het maritieme klimaat en het water van de Zwarte Zee dat magnesium, natrium en chloride bevat. 
Niet ver van het station is een groot toeristisch complex gebouwd, met een modern concept, voor jongeren.
Aan een van de noordelijke stranden, strandde in de recente jaren 60 de Evangelia, een Grieks schip, deze is zeer populair bij toeristen.
Het nachtleven draait hoofdzakelijk rond twee discotheken, Rungi en Tineretului, waarin, tijdens de zomermaanden, de populairste bands van Roemenië spelen. Omdat in Costinești veel jongeren komen, staat deze badplaats bekend als de levendigste van de Zwarte Zee kust.

## Evenementen
In de periode van mei tot september, vindt elk jaar "Het Costinești Nationaal Salon voor Beeldende kunsten van Jongeren" plaats. In juli vindt "Het Festival voor Jonge Acteurs" plaats en in augustus "Het Nationaal Festival voor Jazz" en "De feesten van de Zee".

## Bereikbaarheid
Costinești is gemakkelijk bereikbaar met de trein of de auto. Er zijn twee stations, Zuid Costinești – Tabără en Noord Costinești.
Er is ook een treinverbinding met Constanța (40 minuten) en Mangalia (20 minuten).
De stad is verbonden met de belangrijkste E87 weg die tussen het noorden van Constanța en het zuiden van de Bulgaarse gelegen is.